# Танагра малахітова
Тана́гра малахітова (Tangara seledon) — вид горобцеподібних птахів родини саякових (Thraupidae). Мешкає в Південній Америці.

## Опис

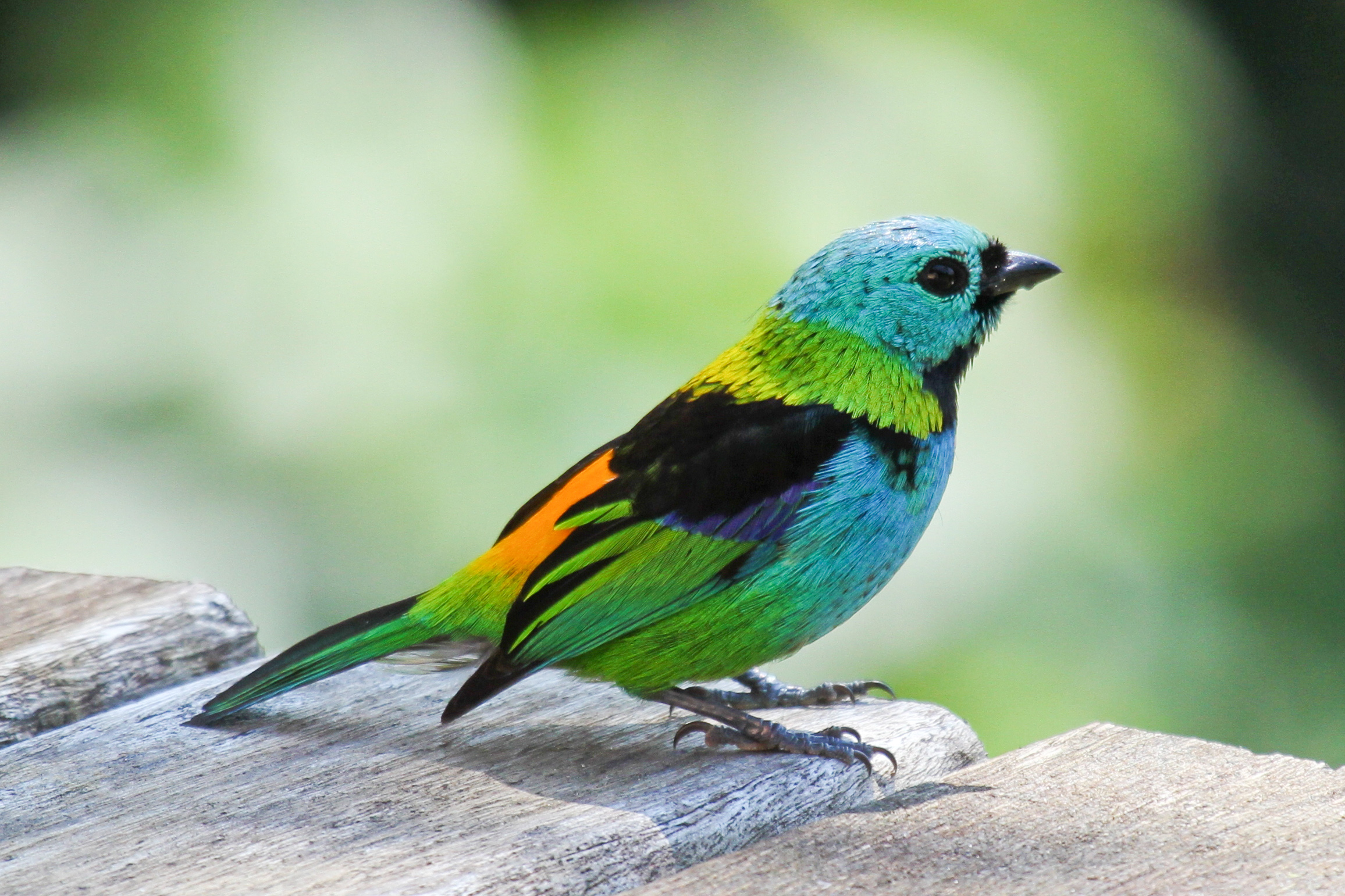
Малахітова танагра

Довжина птаха становить 13,5 см, вага 18 г. Тім'я, щоки і підборіддя бірюзово-блакитні, потилиця і шия з боків яскраво-жовті або зеленуваті, верхня частина спини і горло чорні, спина і надхвістя оранжеві, груди і живіт бірюзово-блакитні, боки і гузка яскраво-зелені, покривні пера крил пурпурово-сині, махові пера чорні з широкими зеленими краями, навколо дзьоба чорна пляма. Самиці мають дещо менш яскраве забарвлення.

## Поширення і екологія
Малахітові танагри мешкають на південному сході Бразилії (від Баїї до Ріу-Гранді-ду-Сул і півдня Мату-Гросу-ду-Сул), на сході Парагваю та на північному сході Аргентини (Місьйонес). Вони живуть в кронах вологих атлантичних лісів та на узліссях. Зустрічаються парами або зграями до 20 птахів, переважно на висоті до 900 м над рівнем моря. Живляться плодами і комахами. Сезон розмноження в Бразилії триває з листопада до лютий, в Парагваї у листопаді-груді, в Аргентині в листопаді. Гніздо чашоподібне, робиться з сухої трави, моху і листя. В кладці 3 білуватих або рожевуватих, поцяткованих коричневуими плямкамия яйця.